# Black Tickle
Black Tickle (Inuktitut: Kikkertet) is een voornamelijk door Inuit bewoond dorp in de Canadese provincie Newfoundland en Labrador. De plaats ligt op het Island of Ponds, een eiland vlak voor de Atlantische kust van Labrador.

## Toponymie
De term tickle verwijst in het Newfoundlands-Engels naar een zeer smalle zeestraat. De traditionele Inuitnaam van het dorp is Kikkertet.

## Geografie
Het dorp ligt in het uiterste noordoosten van het Island of Ponds. Een kilometer ten noordwesten van Black Tickle ligt het gehucht Domino. Samen vormen ze het local service district Black Tickle-Domino.

## Transport
Vanuit de outport Black Tickle vertrekt tijdens de warme maanden wekelijks een veerboot naar het noordwestelijker gelegen dorp Cartwright (113 km; vierenhalf uur).
Er is ook een vliegveld genaamd Black Tickle Airport. Van hieruit doet PAL Airlines anno 2021 twee bestemmingen aan, Cartwright en Charlottetown.

## Demografie
Black Tickle maakt demografische gezien deel uit van Black Tickle-Domino, een designated place (DPL) waarvan het ruwweg 90% van de inwoners telt. Tussen 1991 en 2021 daalde de bevolkingsomvang van de volledige DPL van 260 naar 87. Dat komt neer op een daling van 66,5% in 30 jaar tijd.
Deze daling heeft vooral te maken met de vergrijzing en de zware levensomstandigheden in zowel Black Tickle als Domino. Zo is er slechts karige bevoorrading van voedsel en brandstof, geregelde vervuiling van het drinkwater en werkloosheid. Het dorp zou aanspraak kunnen maken op het provinciale hervestigingsprogramma, maar de grote meerderheid van de overblijvende inwoners is gekant tegen hervestiging.

## Gezondheidszorg
Gezondheidszorg wordt in het dorp aangeboden door de Black Tickle Community Clinic. Deze kliniek valt onder de bevoegdheid van de gezondheidsautoriteit Labrador-Grenfell Health en biedt de inwoners eerstelijnszorg en spoedzorg aan. Er zijn drie personeelsleden in dienst, een verpleegkundige, een personal care attendant en een onderhoudsmedewerker, met daarnaast de regelmatige aanwezigheid van een bezoekend arts.